# بافی قاتل خون‌آشام‌ها (مجموعه تلویزیونی)
بافی قاتل خون‌آشام‌ها (به انگلیسی: Buffy the Vampire Slayer) مجموعه تلویزیونی آمریکایی است که از ۱۰ مارس ۱۹۹۷ تا ۲۰ مه ۲۰۰۳ پخش شد.
این سریال در سال ۱۹۹۷ توسط جاس ویدون، نویسنده و کارگردان آمریکایی ساخته شد.

## داستان
داستان این مجموعه، داستان بافی سامرز، آخرین زن جوان خون‌آشام‌کش است. در این داستان، خون‌آشام‌کش‌ها (که به‌طور ساده‌تر کشنده‌ها نامیده می‌شوند)، فراخوان می‌شوند یعنی سرنوشت آن‌ها را فرامی‌خواند تا علیه خون‌آشامها، دیوها و دیگر نیروهای شر و تاریکی بجنگند.
بافی نیز مانند «کشنده‌ها» ی پیشین از افرادی به نام «دیدبان» یاری می‌گیرد که او را راهنمایی می‌کنند و آموزش می‌دهند اما بافی برخلاف پیشینیان خود دوستان وفاداری به نام «گروه ممتاز» را هم به دور خود جمع می‌کند.